# ورزشگاه پوهانگ استیل یارد
ورزشگاه پوهانگاستیل یارد ،  یک ورزشگاه فوتبال در پوهانگ کره جنوبی است . ورزشگاه خانگی باشگاه  پوهانگ استیلرز می باشد . این ورزشگاه ۱۷۴۴۳ نفر گنجایش دارد و در سال ۱۹۹۰ به عنوان خستین ورزشگاه ویژه فوتبال در کره جنوبی ساخته شد.
ساختار آن یک نمای کامل در هر مکان را برای دید واضح به تماشاگران ارائه می دهد. گنجایش این ورزشگاه ۱۵۵۲۱ تماشاگر به همراه ۶۳۴ صندلی هواداران است که در سمت چپ قرار دارند. صندلی های هواداران که در سال ۱۹۹۹ تجهیز شده اند، محل انحصاری هواداران بوده و نخستین و تنها امکانات در بین ورزشگاه های داخلی می باشد.
در سال ۲۰۰۳ ، ورزشگاه با تعمیرات کامل از جمله چمن طبیعی ، امکانات صوتی به روز و کمدهای جدید برای بازیکنان ارتقا یافت. تابلوی امتیازات برقی و روشنایی، امکانات صوتی و امکانات مناسب به خوبی ورزشگاه های جام جهانی است. 